# WZ-10
WZ-10 (Wuzhuang Zhisheng-10) ime je za kineski borbeni helikopter kojemu je osnovna zadaća protutenkovska borba, dok je sekundarna zadaća zračna podrška. O razvoju WZ-10 malo je poznato, no analitičari smatraju da je program započet u 1990-tim, te da po svojstvima i sposobnostima je približan svojim suparnicima na zapadu kao: Eurocopter Tiger ili Agusta A129 Mangusta, dok drugi analitičari negiraju ove tvrdnje.

## Tehničke karakteristike
Osnovne karakteristike
- posada: 2
- dužina: 14,15 m
- promjer rotora: 13 m
- visina: 3,85 m

Letne karakteristike
- najveća brzina: 300 km/h
- ekonomska brzina: 270 km/h
- dolet: 800 km
- brzina penjanja: 12 m/s
- najveća visina leta: 6.400 m
- motor: 2× WZ-9 turbo-osovinska motora